# Lega B 2015 (football americano)
La Lega B 2015 è la 24ª edizione del campionato di football americano di secondo livello, organizzato dalla SAFV. Il 9 aprile i Lugano Lakers si sono ritirati dai campionati Under-19 e senior per l'anno in corso.

## Squadre partecipanti
| Club                | Città   | Stadio         | Sponsor ufficiale | Risultato nella stagione 2014   |
| ------------------- | ------- | -------------- | ----------------- | ------------------------------- |
| Bienna Jets         | Bienne  |                |                   | Quarto posto in Lega B          |
| Geneva Seahawks     | Ginevra |                |                   | Secondo posto in Lega B         |
| Lausanne LUCAF Owls | Losanna |                |                   | Sesto posto in Lega Nazionale A |
| Lugano Lakers       | Lugano  |                |                   | Quinto posto in Lega B          |
| Midland Bouncers    | Zugo    |                |                   | Vincitori Lega C                |
| Thun Tigers         | Thun    | Stadion Lachen |                   | Terzo posto in Lega B           |

## Stagione regolare

### Calendario

#### 1ª giornata
| Chavannes-près-Renens 29 marzo 2015, ore 14:00 CEST | Lausanne LUCAF Owls | 21 – 12 | Thun Tigers | Centro sportivo |

| Ginevra 29 marzo 2015, ore 14:00 CEST | Geneva Seahawks | 46 – 13 | Midland Bouncers | Centro sportivo di Vessy |

| Lugano 29 marzo 2015, ore 14:00 CEST | Lugano Lakers | - – - | Bienna Jets |  |

#### 2ª giornata
| Thun 6 aprile 2015, ore 14:00 CEST | Thun Tigers | 47 – 0 | Midland Bouncers | Stadion Lachen |

#### 3ª giornata
| Bienne 11 aprile 2015, ore 18:00 CEST | Bienna Jets | 14 – 31 | Lausanne LUCAF Owls |  |

| Zugo 12 aprile 2015, ore 14:00 CEST | Midland Bouncers | - – - | Lugano Lakers | Riedmatt |

| Thun 12 aprile 2015, ore 14:00 CEST | Thun Tigers | 6 – 48 | Geneva Seahawks | Stadion Lachen |

#### 4ª giornata
| Chavannes-près-Renens 19 aprile 2015, ore 14:00 CEST | Lausanne LUCAF Owls | - – - | Lugano Lakers | Centro sportivo |

| Ginevra 19 aprile 2015, ore 14:00 CEST | Geneva Seahawks | 63 – 8 | Bienna Jets | Centro sportivo di Vessy |

#### 5ª giornata
| Thun 26 aprile 2015, ore 14:00 CEST | Thun Tigers | 14 – 27 | Lausanne LUCAF Owls | Stadion Lachen |

| Lugano 26 aprile 2015, ore 14:00 CEST | Lugano Lakers | - – - | Midland Bouncers |  |

#### 6ª giornata
| Lugano 3 maggio 2015, ore 14:00 CEST | Lugano Lakers | - – - | Geneva Seahawks |  |

#### 7ª giornata
| Zugo 9 maggio 2015, ore 18:00 CEST | Midland Bouncers | 35 – 36 | Bienna Jets | Riedmatt |

| Thun 10 maggio 2015, ore 14:00 CEST | Thun Tigers | - – - | Lugano Lakers | Stadion Lachen |

| Ginevra 10 maggio 2015, ore 14:00 CEST | Geneva Seahawks | 41 – 48 | Lausanne LUCAF Owls | Centro sportivo di Vessy |

#### 8ª giornata
| Bienne 16 maggio 2015, ore 18:00 CEST | Bienna Jets | 26 – 41 | Thun Tigers |  |

| Bienne 16 maggio 2015, ore 18:00 CEST | Bienna Jets | - – - | Lugano Lakers |  |

| Zugo 16 maggio 2015, ore 18:00 CEST | Midland Bouncers | 7 – 69 | Geneva Seahawks | Riedmatt |

#### 9ª giornata
| Zugo 30 maggio 2015, ore 18:00 CEST | Midland Bouncers | 0 – 44 | Lausanne LUCAF Owls | Riedmatt |

| Bienne 30 maggio 2015, ore 18:00 CEST | Bienna Jets | 0 – 8 | Geneva Seahawks |  |

| Lugano 31 maggio 2015, ore 14:00 CEST | Lugano Lakers | - – - | Thun Tigers |  |

#### 10ª giornata
| Zugo 6 giugno 2015, ore 18:00 CEST | Midland Bouncers | 14 – 34 | Thun Tigers | Riedmatt |

| Ginevra 6 giugno 2015, ore 19:00 CEST | Geneva Seahawks | - – - | Lugano Lakers | Centro sportivo di Vessy |

| Chavannes-près-Renens 7 giugno 2015, ore 14:00 CEST | Lausanne LUCAF Owls | 49 – 0 | Bienna Jets | Centro sportivo |

#### 11ª giornata
| Chavannes-près-Renens 13 giugno 2015, ore 18:00 CEST | Lausanne LUCAF Owls | 12 – 14 | Geneva Seahawks | Centro sportivo |

| Thun 14 giugno 2015, ore 14:00 CEST | Thun Tigers | 53 – 30 | Bienna Jets | Stadion Lachen |

#### 12ª giornata
| Bienne 20 giugno 2015, ore 18:00 CEST | Bienna Jets | 15 – 8 | Midland Bouncers |  |

| Lugano 21 giugno 2015, ore 14:00 CEST | Lugano Lakers | - – - | Lausanne LUCAF Owls |  |

| Ginevra 21 giugno 2015, ore 14:00 CEST | Geneva Seahawks | 27 – 28 | Thun Tigers | Centro sportivo di Vessy |

#### 13ª giornata
| Chavannes-près-Renens 28 giugno 2015, ore 14:00 CEST | Lausanne LUCAF Owls | 46 – 17 | Midland Bouncers | Centro sportivo |

### Classifica
La classifica della regular season è la seguente:
- PCT = percentuale di vittorie, G = partite giocate, V = partite vinte, P = partite perse, PF = punti fatti, PS = punti subiti
- La prima classificata sfida l'ultima della LNA per la partecipazione alla LNA 2016 (verde)
- L'ultima classificata sfida la vincente della Lega C per la partecipazione alla Lega B 2016 (giallo)

| Pos. | Squadra             | PCT  | G | V | P | PF  | PS  |
| ---- | ------------------- | ---- | - | - | - | --- | --- |
| 1    | Lausanne LUCAF Owls | .875 | 8 | 7 | 1 | 278 | 112 |
| 2    | Geneva Seahawks     | .750 | 8 | 6 | 2 | 316 | 122 |
| 3    | Thun Tigers         | .625 | 8 | 5 | 3 | 235 | 193 |
| 4    | Bienna Jets         | .250 | 8 | 2 | 6 | 129 | 288 |
| 5    | Midland Bouncers    | .000 | 8 | 0 | 8 | 94  | 337 |
| 6    | Lugano Lakers       | .000 | 0 | 0 | 0 | 0   | 0   |

## Playoff e playout

### Playoff
| Chavannes-près-Renens 4 luglio 2015, ore 16:00 | Lausanne LUCAF Owls | 24 – 20 | Luzern Lions | Centro sportivo |

### Playout
A seguito del ritiro dal campionato dei Lakers i playout non saranno giocati (i Lakers sono automaticamente relegati).

## Verdetti
- Lausanne LUCAF Owls promossi in LNA 2016
- Lugano Lakers e  Midland Bouncers relegati in Lega C 2016